# Linda Line

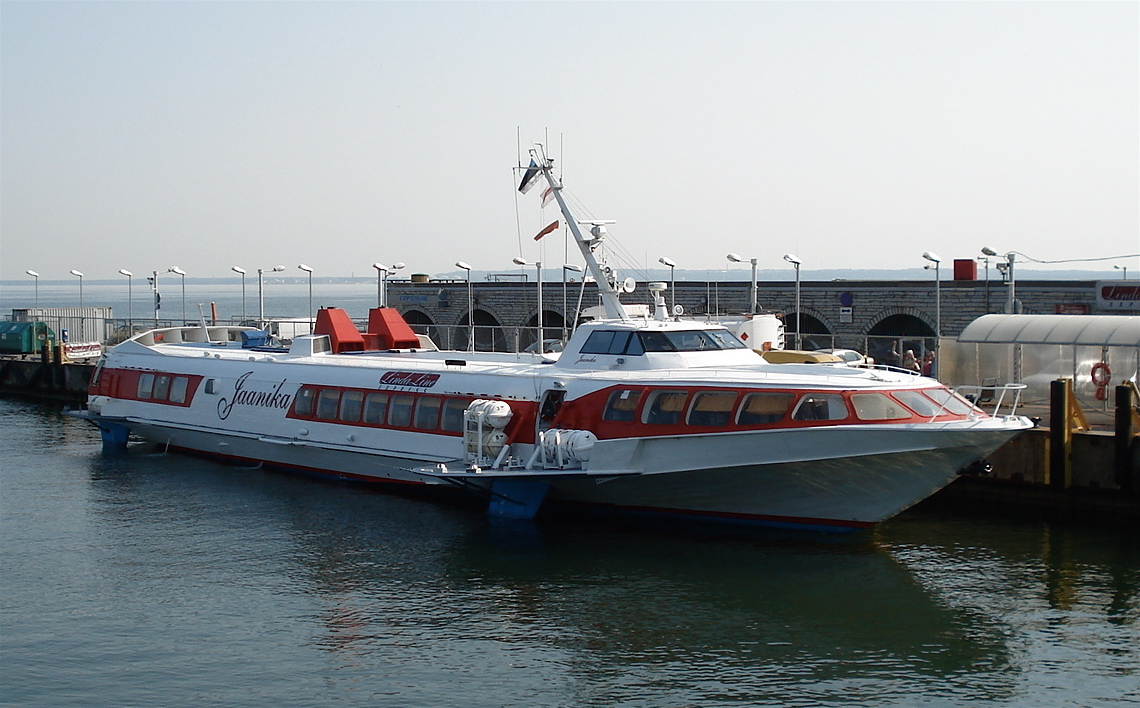
H/S Jaanika en 2006.

Lindaliini AS (marca comercial Linda Line) es una empresa turística fundada en Estonia en 1997 que ofrece trayectos marítimos cortos entre los puertos de Tallin y de otras poblaciones cercanas importantes.
Su producto principal es el que conecta las dos capitales del golfo de Finlandia, Tallin y Helsinki, trayecto que realiza en 1 hora y 30 minutos.

## Historia
Eb 1997 se funda en Tallin con el nombre comercial de Linda Line Express. La flota inicial consta de tres hidroalas (Jaanika, Laura y Liisa) que realizan la travesía Tallin-Helsinki-Tallin en una hora y media por cada trayecto.
En el plazo de una década, los hidroalas fueron remplazados por embarcaciones de distinto tipo: en sucesivas ventas, la empresa se deshizo de Jaanika, Laura y Liisa y adquirió Merilin, Karolin y Juku. También operó, entre los años 2004-2007, la embarcación bautizada como Linda Express, construida en San Petersburgo, que transportaba 286 viajeros.
Actualmente, la empresa opera con dos catamaranes, Merilin y Karolin, que incrementan notablemente la capacidad en pasajeron con respecto a las embarcaciones predecesoras (432 y 402, respectivamente). Ambas embarcaciones cuentan con restaurante y tienda, y hay tres clases disponibles: turista, Linda y VIP.

## Flota
| Embarcación   | Trayecto          | Tipo de embarcación | Adquirido | Empleado  | Retirado | Nombre actual    |
| ------------- | ----------------- | ------------------- | --------- | --------- | -------- | ---------------- |
| M/L Juku      | Tallin - Aegna    | Barco de motor      | 2008      | 2008-     |          |                  |
| M/L Merilin   | Tallin - Helsinki | Catamarán           | 2007      | 2007-     |          |                  |
| M/L Karolin   | Tallin - Helsinki | Catamarán           | 2008      | 2009-     |          |                  |
| HSC Jaanika   | Tallin - Helsinki | Hidroala            | 1997      | 1997-2007 | 2008     | Hermes           |
| HSC Laura     | Tallin - Helsinki | Hidroala            | 1997      | 1997-2006 | 2007     | Marine Princess  |
| HSC Liisa     | Tallin - Helsinki | Hidroala            | 1997      | 1997-1998 | 1998     | Delfini XXX      |
| Linda Express | Tallin - Helsinki | Catamarán de ala    | 2002      | 2002-2004 | 2004     | Shi Ji Kuai Hang |
| Sea Flower    | Tallin - Helsinki | Trimarán            | -         | -         | -        | Sea Flower       |